# Piptochaetium napostaense
Piptochaetium napostaense es una especie de planta herbácea perteneciente a la familia de las poáceas.

## Distribución
Es originaria de Argentina.

## Taxonomía
Piptochaetium napostaense fue descrita por (Speg.) Hack.  y publicado en Anales del Museo Nacional de Buenos Aires 11: 103. 1904.
Etimología
Piptochaetium: nombre genérico que deriva de las palabras griegas: piptein = (caer) y chaite = (cerda), en alusión a las aristas de las hojas caducas.
napostaense: epíteto
Sinonimia
- Oryzopsis napostaensis Speg.
- Oryzopsis napostaensis f. brachyphylla Speg.
- Oryzopsis napostaensis var. brachyphylla Speg.
- Oryzopsis napostaensis f. macrophylla Speg.
- Oryzopsis napostaensis var. macrophylla Speg.
- Oryzopsis napostaensis var. napostaensis
- Piptochaetium napostaense (Speg.) Hack.
- Stipa capillifolia Hack.
- Stipa hypogona Hack.[4][5]